# 紅白藍膠袋

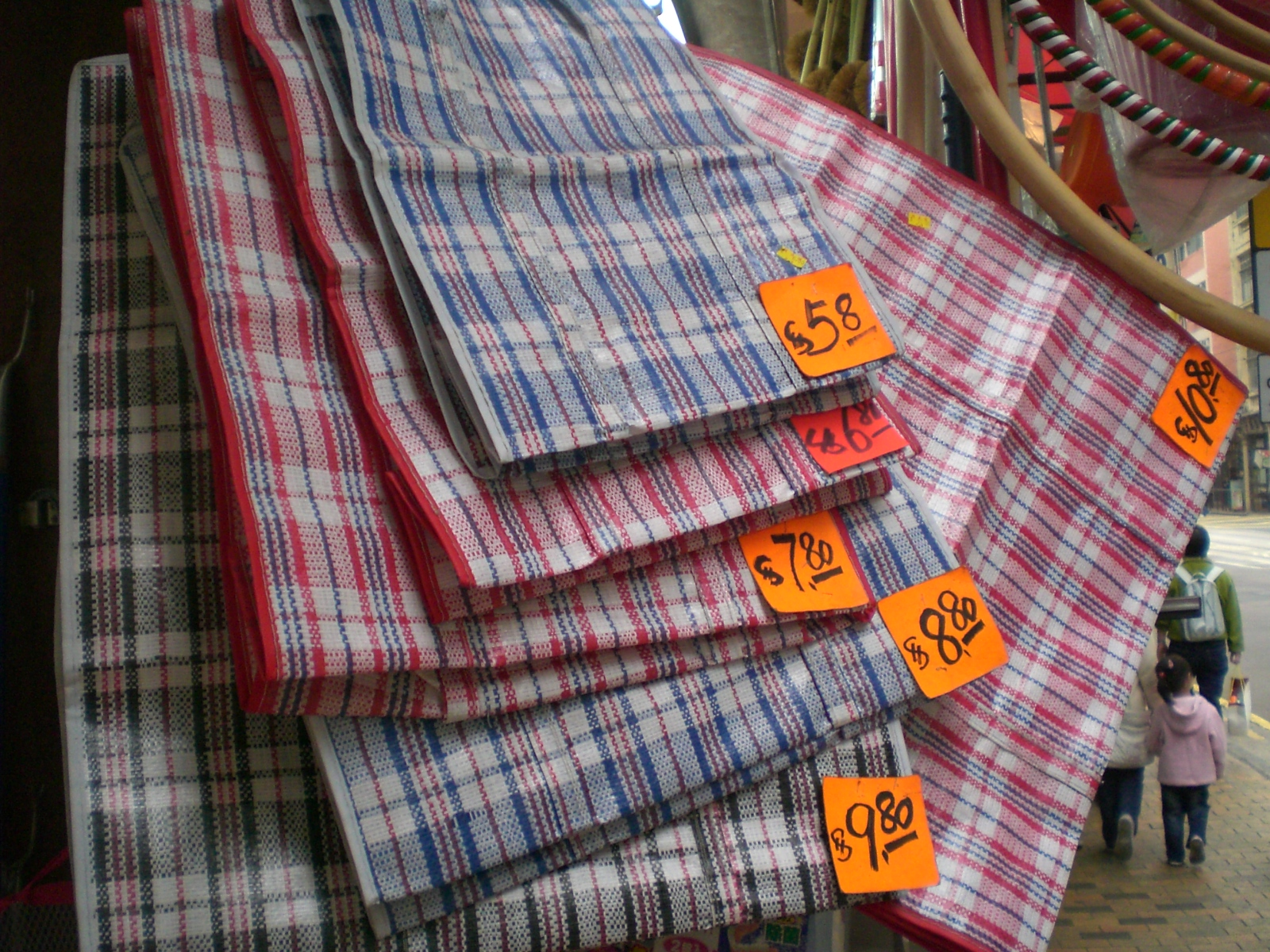
香港風格的紅白藍膠袋

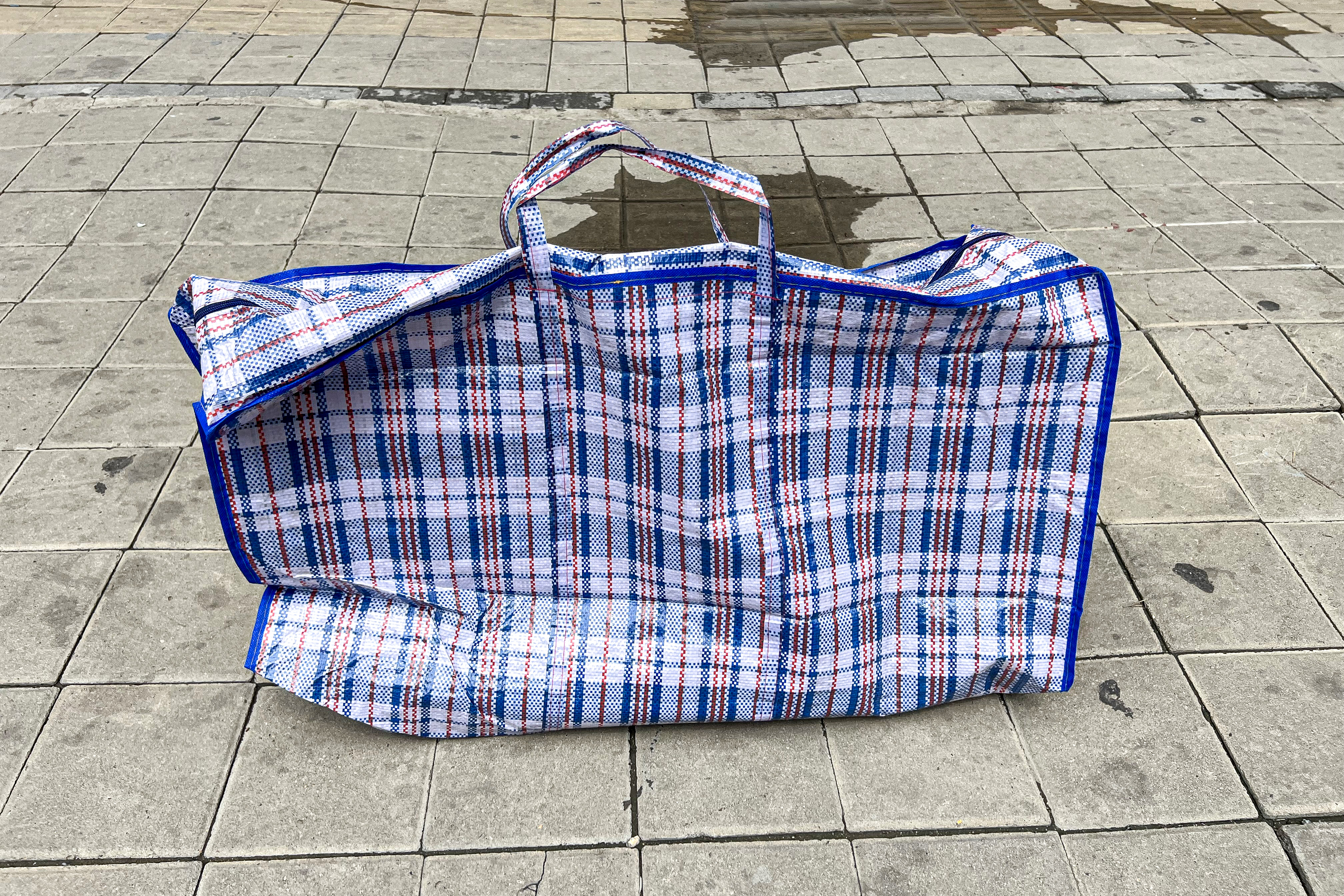
长春市销售的红白蓝蛇皮袋

紅白藍膠袋（中國民間稱為蛇皮袋、民工袋、编织袋）是一種紅色、白色、藍色三色相間的大型平價旅行袋，一般為16-28英寸高。質料既輕又堅韌，而且耐用及容量大，故常用於搬運的用途。
在20世紀60年代，「紅白藍帆布袋」可謂搬家必備好物。這個如今已成為香港經典標記的帆布袋，由香港華藝帆布老闆李華創造，他也被譽為「紅白藍之父」。 當年，他憑著一雙巧手，製造出容量大且輕巧防水的帆布袋。
材质方面，它虽然与一些包一样，可能声称是“尼龙帆布”，但这不够精确。紅白藍膠袋可能其实是由PE、PP制成的。

## 歷史

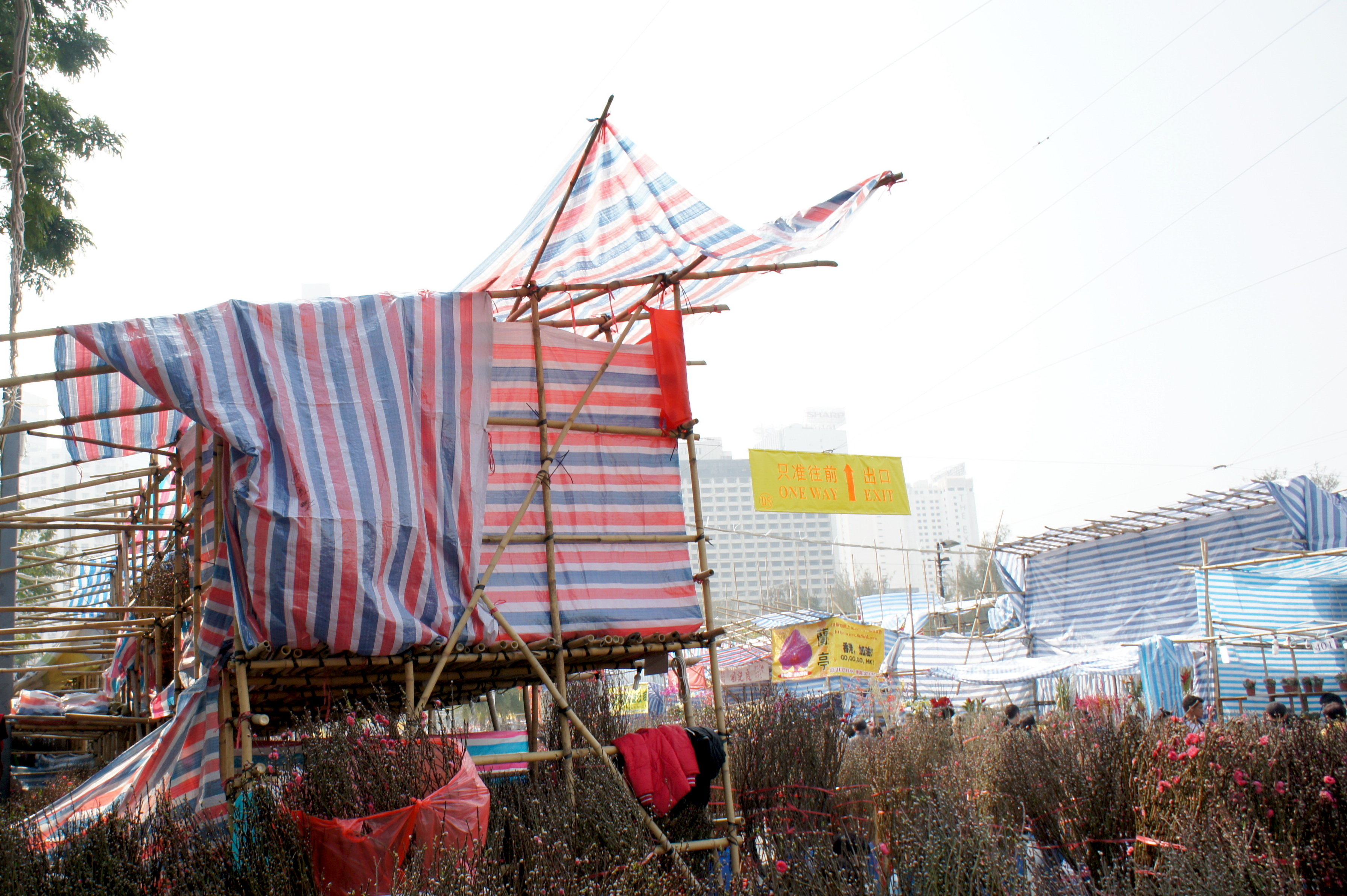
維多利亞公園年宵市場濕貨花檔的紅白藍帆布帳蓬

在六十年代，日本人生產以PE（聚乙烯塑膠）製成的“尼龍”帆布，用來運送工業原料，當時只有彩藍色。
後來PE傳入台灣，台灣廠方覺得「喪事藍」不太吉利，於是加上紅、白兩色，變成三色相間的設計。約在七十年代初，帆布再輾轉來到香港。
紅白藍膠袋的設計最初只有紅、白、藍三色相間，設計簡單。1970年代至1980年代，香港經濟起飛，中國大陸經濟相對落後，不少香港人到中國大陸探親都不約而同以紅白藍膠袋裝載貨品，一時間紅白藍膠袋與探親成了同義詞。而設計上，除了原本的紅白藍三色粗直紋外，更出現格仔款式，更甚加上車輪，非常方便。
1990年代，紅白藍膠袋發展成全紅、全藍、紅白、紅白黑等多種款式，但仍以「紅白藍膠袋」稱之。
2007年1月，法國高檔品牌路易威登在新款手袋展示會上，出現一款與紅白藍膠袋設計如出一轍的挽袋。路易威登的手袋比一般的紅白藍膠袋多了一些標誌圖案，售價卻貴數百倍。路易威登雖以「法國國旗以此三色組成」作解釋，但仍讓英國独立报稱為「史上最可笑的手袋」。由於紅白藍膠袋在春運中常與務工人員相關聯，此事亦引來中國大陸媒體的嘲弄。

## 文化
香港回歸後，香港人希望尋獲身份認同，「紅白藍膠袋」被稱為香港精神之一。
2004年，被喻為「歌神」的許冠傑在演唱會時以「紅白藍」膠袋改裝成舞衣，更將小型紅白藍膠袋當贈品派發，將紅白藍膠袋熱潮推向高峰。
2007年上映的電影《老港正傳》以香港作主題，亦用「紅白藍」作海報底色，展示出紅白藍能代表香港。
也有不少香港設計舉辦展覽，或將紅白藍元素融入設計當中，將這熱潮延續下去。香港文化博物館及香港藝術館亦有相關主題的展覽。
而在中国内地，红白蓝蛇皮袋曾因实惠、防水、耐脏、容量大、结实耐用、可充当无座时的座席等特点而备受春运返乡旅客的青睐，也因此一度成为春运的文化符号之一。

## 相關
- 環保購物袋
- 茄芷袋
- 黃炳培（別名：又一山人）
- 自由、平等、博愛
- 三色旗

## 外部参考
- 「紅白藍」藝術在香港
- 香港設計──紅白藍，存于
- 紅白藍帆布袋 解讀香港成長史 （页面存档备份，存于）